# 朴讃栄
朴 讃栄（パク・チャンヨン、Chan-Yong Park、男性、1963年6月10日 - ）は、韓国のプロボクサー。元WBA世界バンタム級王者。

## 来歴
1980年11月18日、韓国でプロデビュー。
1982年3月24日、元WBC世界フライ級王者大熊正二と対戦し、10回判定負け。
1983年8月3日、カオサイ・ギャラクシーと対戦し、10回判定負け。
1987年5月24日、30戦目で世界王座初挑戦。WBA世界バンタム級王者六車卓也に挑戦し、11回TKO勝ちで世界王座を獲得した。
1987年10月4日、初防衛戦でウィルフレド・バスケスと対戦し、10回TKO負けで王座から陥落した。
1989年12月2日、WBC世界スーパーバンタム級王者ダニエル・サラゴサと対戦し、12回判定負けで2階級制覇ならず。
1992年3月31日の試合を最後に引退した。

## 獲得タイトル
- WBA世界バンタム級王座（防衛0度）